# 右心房
右心房（うしんぼう、英語: right atrium）とは心臓の4つの部屋のひとつ。正面から見て左上に当たる。
上・下大静脈からの静脈血を受け、三尖弁を経て右心室へ送る。
弁とは血液の逆流防止のために着いているものである。